# Hollywood Film Award per la migliore attrice
L'Hollywood Film Award per la migliore attrice (Hollywood Film Award for the Actress of the Year) è il riconoscimento conferito annualmente all'attrice cinematografica maggiormente votata dalla giuria dell'Hollywood Film Festival. Il premio venne assegnato per la prima volta nel 1999.

## Vincitrici

### Anni 90
- 1999: Drew Barrymore - La leggenda di un amore - Cinderella (Ever After)

### Anni 2000-2009
- 2000: Angelina Jolie - Ragazze interrotte (Girl, Interrupted)
- 2001: Nicole Kidman - Birthday Girl, The Others e Moulin Rouge!
- 2002: Jennifer Aniston - The Good Girl
- 2003: Diane Lane - Sotto il sole della Toscana (Under the Tuscan Sun)
- 2004: Annette Bening - La diva Julia - Being Julia (Being Julia)
- 2005: Charlize Theron - North Country - Storia di Josey (North Country)
- 2006: Penélope Cruz - Volver
- 2007: Marion Cotillard - La vie en rose (La Môme)
- 2008: Kristin Scott Thomas - Ti amerò sempre (Il y a longtemps que je t'aime)
- 2009: Hilary Swank - Amelia

### Anni 2010-2019
- 2010: Annette Bening - I ragazzi stanno bene (The Kids Are All Right)
- 2011: Michelle Williams - Marilyn (My Week with Marilyn)
- 2012: Marion Cotillard - Un sapore di ruggine e ossa (De rouille et d'os)
- 2013: Sandra Bullock - Gravity
- 2014: Julianne Moore - Still Alice
- 2015: Carey Mulligan - Suffragette
- 2016: Natalie Portman - Jackie
- 2017: Kate Winslet - La ruota delle meraviglie - Wonder Wheel (Wonder Wheel)
- 2018: Glenn Close - The Wife - Vivere nell'ombra (The Wife)
- 2019: Renée Zellweger - Judy